# Assück
Assück — американская грайндкор группа из Сент-Питерсберг (Флорида), образовавшаяся в 1987 году вокалистом Полом Павловичем и гитаристом Стивом Херитиджем. Их альбом Anticapital (1991) занял 4-е место в списке Terrorizer (журнал) из 20 лучших грайндкор-альбомов США

### Критика
По словам журналиста Грега Пратта, «Assück были невероятной группой, они сочетали хорошо написанную поэтическую и политическую лирику с запоминающимися песнями, тяжелым и быстрым звуком — и анархистскую чувствительность, которую с тех пор никто не превзошел».

## Участники

### Текущий состав
- Стив Херитидж — гитара, вокал (1987—1998)
- Джейсон Криттендон — бас-гитара (1998)
- Роб Проктор — ударные (1987—1998)

### Бывшие участники
- Пол Павлович — вокал (1987—1993)
- Дэйв «Шпинат» Малински — вокал (1994—1995)
- Дэрил Кэхэн — вокал (1993—1994)
- Пит Джей — бас-гитара (1991—1992)
- Стив Косиба — бас-гитара (1992—1998)

## Дискография
Студийные альбомы
- Anticapital (1991, Sound Pollution)
- Misery Index (1997, Sound Pollution)

Демо
- Born Backwards demo tape (1989, Liquified Tapes)

Сплит-альбомы
- Split 7-inch with Old Lady Drivers (1990, No System)